# کلینوفکا (باشقیرستان)
کلینوفکا (به لاتین: Klinovka) یک منطقهٔ مسکونی در روسیه است که در باشقیرستان واقع شده‌است.